# Richard Rust
Richard Rust (14 de julio de 1938-9 de noviembre de 1994) fue un actor teatral, cinematográfico y televisivo estadounidense, probablemente más conocido por su papel de joven abogado en la serie televisiva de la NBC Sam Benedict. 

## Biografía
Nacido en Boston, Massachusetts, su padre era oficial de la Armada de los Estados Unidos, y su madre falleció cuando él tenía cinco años de edad. Por ese motivo, Rust vivió con una tía suya en la ciudad de Nueva York, estudiando en el Neighborhood Playhouse de Manhattan.
En 1957 Rust fue elegido como suplente para trabajar en la obra de Eugene O'Neill Largo viaje hacia la noche, protagonizada por Fredric March y Florence Eldridge, y representada en el Teatro Helen Hayes.
En 1958 Rust firmó un contrato con Columbia Pictures junto a otros jóvenes aspirantes a trabajar en Hollywood como Michael Callan y Yvonne Craig. Así, en 1959 actuó en The Legend of Tom Dooley, un wéstern protagonizado por Michael Landon. Rust también trabajó en 1960 en el drama criminal This Rebel Breed.
Otro de sus papeles para el cine fue el de Dobie, junto a Randolph Scott en el western Comanche Station (1960). Entre sus películas se incluyen Homicidal (1961), con Glenn Corbett, y Underworld USA, protagonizada por Cliff Robertson. En 1962 fue Oliver en Walk on the Wild Side, con Laurence Harvey. 
En ese periodo Rust también actuó en diferentes producciones televisivas de género western, entre ellas The Brothers Brannagan (con Stephen Dunne y Mark Roberts), The Rifleman (de Chuck Connors), Tales of Wells Fargo (con Dale Robertson), Sugarfoot (protagonizada por Will Hutchins), Bronco (con Ty Hardin), y Have Gun Will Travel (de Richard Boone). 
Fuera del género western, Rust trabajó como artista invitado en la serie de la ABC 77 Sunset Strip, con Efrem Zimbalist, Jr., y en 1961 en la de James Franciscus para la CBS The Investigators.
En 1962 consiguió el papel del abogado Hank Tabor en la producción televisiva Sam Benedict, protagonizada por Edmond O'Brien, para lo cual hubo de competir con unos sesenta aspirantes, pero que ganó gracias a su experiencia y a su nivel educativo. La serie, sin embargo, hubo de enfrentarse a una fuerte competencia por parte de producciones de la ABC y de la CBS, por lo cual solo se emitieron 28 episodios.
Tras Sam Benedict, Rust actuó en varios programas televisivos, entre ellos el protagonizado por Gary Lockwood The Lieutenant, que ocupaba la franja horaria dejada vacante por Sam Benedict. También intervino en Perry Mason, con Raymond Burr, Bonanza, el show de Christopher George The Rat Patrol, y Cade's County, con Glenn Ford.
Su último papel lo hizo en 1990. Fue el de Sheriff Blanchfield en el film Double Revenge.
Richard Rust estuvo casado con Dionne Van Hessen, con la que tuvo tres hijos, Dorinda, Rachel, y Richard. El matrimonio acabó en divorcio. Rust tenía multitud de aficiones, entre ellas las lecturas sobre religión y misticismo, la pintura al óleo, la vela, la música y el esquí acuático. Rust falleció en 1994 en Los Ángeles, California, a causa de un infarto agudo de miocardio. Tenía 56 años de edad.